# Tvärs över går'n
Tvärs över går'n är ett studioalbum av Jan Hammarlund, utgivet 1985 på Silence Records (skivnummer SRS 4696).

## Låtlista
A
1. "Tvärs över går'n" – 4:14
2. "Skaldens klagan" – 3:26
3. "Ou Est-il Donc" – 4:22
4. "Ballad om Paris kvinnor" – 2:51
5. "Sista balladen" – 2:45
6. "Dragspelaren" – 4:12
7. "Havsmåsarna" – 2:38

B
1. "Ett rum på hotellet" – 3:46
2. "Luffarbarbaren" – 2:26
3. "Sven" – 2:32
4. "Marie La Francaise" – 3:23
5. "Hjärtats rop" – 3:43
6. "Poetens själ" – 3:36
7. "Milord" – 5:09
8. "De gamla älskandes sång" – 3:50

## Medverkande
- Anna Barsotti – sång
- Anna Maria Söderström – sång
- Bertil Björling – sång
- Bo Lindell – violin
- Carin Kjellman – sång
- Carin Ödquist – sång
- Carina Leijd – sång
- Christian Veltman – bas
- Dag Henriksson – klarinett
- Hans Muthas – dragspel
- Ivar Lindell – kontrabas
- Jan Hammarlund – sång, gitarr
- Jesper Lindberg – gitarr, banjo
- Jojje Kuha – piano, sång
- Kia Mårtensson – sång
- Lasse Olofsson – piano
- Maria Kratz – cello
- Petter Ljunggren – sax, trumpet, tvärflöjt
- Sone Banger – dragspel
- Turid Lundqvist – sång

### Fotnoter
1. ↑  ”Tvärs över går'n”. Progg.se. Arkiverad från originalet den 18 augusti 2010. https://web.archive.org/web/20100818220042/http://www.progg.se/band.asp?ID=17&skiva=16. Läst 1 september 2012.